# Lill-Tyrilsjön
Lill-Tyrilsjön är en sjö i Robertsfors kommun i Västerbotten och ingår i Dalkarlsåns huvudavrinningsområde.